# ناحیه اجانسی، شهرستان اوساج، کانزاس
شهرستان اجانسی، بخش اوساج، کانساس (به انگلیسی: Agency Township, Osage County, Kansas) یک منطقهٔ مسکونی در ایالات متحده آمریکا است که در کانزاس واقع شده‌است.

## خصوصیات
شهرستان اجانسی ۸۵٫۹ کیلومترمربع مساحت و ۶۱۸ نفر جمعیت دارد و ۳۰۹ متر بالاتر از سطح دریا واقع شده‌است.